# Prvenstvo Ljubljanskog nogometnog podsaveza 1937./38.
Prvenstvo Ljubljanskog podsaveza za sezonu 1937./38. bilo je devetnaesto nogometno natjecanje u organizaciji Ljubljanskog nogometnog podsaveza.

## Novosti
Sezona 1937./38. vratila je podjelu natjecanja na tri skupine, kao što se igralo desetljeće ranije. To je značilo da su se svi najbolji klubovi, osim SK Ljubljana, koji je igrao u državnoj ligi, vratili u zajedničku ljubljansku skupini. U njoj su uz Hermes, Slovan, Jadran, Reku, Mars i Svobodu sudjelovali i klubovi iz Kranja i Jesenica, a Kranj, nekadašnji Korotan, ponovno se pokazao kao vrlo zahtjevan protivnik. Ovaj put za naslov su se borili do kraja s Hermesom, a odlučujućim se pokazala međusobna utakmica 6. ožujka u kojem su šišanski željezničari tijesno slavili nakon uspješno izvedenog jedanaesterca kojeg je izveo iskusni Lado Berglez. Na vrlo dobrom trećem mjestu završila je viška Reka, a briljirali su i novopridošli Jadran i Svoboda, dok je Slovan potpuno posustao i ispao. Crveno-bijeli, koji su ostali bez svog tradicionalnog terena, čak su se našli u velikim financijskim i organizacijskim poteškoćama da su nakon sezone odlučili rasformirati svoju nogometnu sekciju.

U finalnom natjecanju Hermes i Kranj susreli su se s najbolja tri kluba iz skupine Maribor i prvakom Celjem, koji je u najskromnijoj od tri skupine bio bolji od zasavskih rivala Amatera i Trbovlja. Hermes, u kojem su važne uloge imali povratnici Vili i Rafko Svetic, nije se dobro snašao u jakoj konkurenciji i završio je samo ispred Celja, dok je naslov, za mnoge pomalo neočekivano, prvi put otišao u Čakovec.

U međuvremenu, SK Ljubljana se ponovno pojavila u nacionalnoj ligi, gdje nije baš blistala protiv jakih protivnika. Momčad u kojoj su igrali Logar, Šiška, Jug, Slapar, Repotočnik, S. Bertoncelj, Janežič, Lah, J. Bertoncelj, Tičar i Zemljič sakupila je jedan bod u gostima, ali je zaigrala bolje na domaćem terenu, gdje je također pogotkom Mariborčana Borisa Tičara pao Građanski. Osvetili su se u kupu, jer su dva mjeseca kasnije eliminirali Ljubljančane ukupnim rezultatom 14:4.

## Grupne lige

### Ljubljana
| mj. | klub              | ut. | pob. | ner. | por. | gol+ | gol- | bod |
| --- | ----------------- | --- | ---- | ---- | ---- | ---- | ---- | --- |
| 1.  | Hermes Ljubljana  | 14  | 8    | 3    | 3    | 36   | 19   | 19  |
| 2.  | Kranj             | 14  | 8    | 2    | 4    | 38   | 15   | 18  |
| 3.  | Reka Vič          | 14  | 8    | 2    | 4    | 30   | 20   | 18  |
| 4.  | Jadran Ljubljana  | 14  | 8    | 2    | 4    | 28   | 28   | 18  |
| 5.  | Svoboda Vič       | 14  | 6    | 3    | 5    | 35   | 26   | 15  |
| 6.  | Bratstvo Jesenice | 14  | 6    | 0    | 8    | 27   | 30   | 12  |
| 7.  | Mars Ljubljana    | 14  | 2    | 2    | 10   | 19   | 47   | 6   |
| 8.  | Slovan Ljubljana  | 14  | 2    | 2    | 10   | 17   | 45   | 6   |

- Hermes Ljubljana i Kranj idu u završnicu prvenstva

### Celje
| mj. | klub            | ut. | pob. | ner. | por. | gol+ | gol- | bod |
| --- | --------------- | --- | ---- | ---- | ---- | ---- | ---- | --- |
| 1.  | SK Celje        | ?   | ?    | ?    | ?    | ?    | ?    | ?   |
| ?.  | Olimp Celje     | ?   | ?    | ?    | ?    | ?    | ?    | ?   |
| ?.  | Amater Trbovlje | ?   | ?    | ?    | ?    | ?    | ?    | ?   |
| ?.  | Athletik SK     | ?   | ?    | ?    | ?    | ?    | ?    | ?   |

- SK Celje ide u završnicu prvenstva

### Maribor
| mj. | klub               | ut. | pob. | ner. | por. | gol+ | gol- | bod |
| --- | ------------------ | --- | ---- | ---- | ---- | ---- | ---- | --- |
| 1.  | ČŠK Čakovec        | 10  | 6    | 2    | 2    | 35   | 15   | 14  |
| 2.  | Železničar Maribor | 10  | 6    | 1    | 3    | 31   | 23   | 13  |
| 3.  | 1. SSK Maribor     | 10  | 6    | 0    | 4    | 35   | 21   | 12  |
| 4.  | Mura M. Sobota     | 10  | 5    | 1    | 4    | 28   | 21   | 10  |
| 5.  | Rapid Maribor      | 10  | 5    | 0    | 5    | 20   | 25   | 10  |
| 6.  | Građanski Čakovec  | 10  | 0    | 0    | 10   | 4    | 48   | 0   |

- ČŠK Čakovec, Železničar Maribor i 1. SSK Maribor idu u završnicu prvenstva

## Završnica prvenstva

### Ljestvica
| mj.     | klub               | ut. | pob. | ner. | por. | gol+ | gol- | kvoc  | bod |
| ------- | ------------------ | --- | ---- | ---- | ---- | ---- | ---- | ----- | --- |
| 1.      | ČŠK Čakovec        | 10  | 7    | 2    | 1    | 27   | 11   | 2,454 | 16  |
| 2.      | Železničar Maribor | 10  | 5    | 3    | 2    | 30   | 16   | 1,875 | 13  |
| 3.      | 1. SSK Maribor     | 10  | 5    | 2    | 3    | 22   | 19   | 1,157 | 12  |
| 4.      | Hermes Ljubljana   | 10  | 2    | 4    | 4    | 23   | 28   | 0,821 | 8   |
| 5.      | Kranj              | 10  | 2    | 3    | 5    | 19   | 29   | 0,655 | 7   |
| 6.      | SK Celje           | 10  | 1    | 2    | 7    | 9    | 27   | 0,333 | 4   |
|         |                    |     |      |      |      |      |      |       |     |
| Izvori: |                    |     |      |      |      |      |      |       |     |

|  | ČŠK Čakovec postala je prvak podsaveza i ide u kvalifikacije za prvenstvo Jugoslavije 1938./39. |

### Rezultati
20. 3. 1938. Hermes – Železničar 3:3; ČŠK – Kranj 2:1; Maribor – Celje 1:0 

27. 3. 1938. Maribor – Kranj 4:0; ČŠK – Železničar 3:2; Hermes – Celje 3:0 

3. 4. 1938. Kranj – Hermes 2:0; Celje – Železničar 1:0; Maribor – ČŠK 0:3 

10. 4. 1938. Hermes – Maribor 3:3; Železničar – Kranj 2:0; ČŠK – Celje 3:1 

17. 4. 1938. Hermes – ČŠK 1:1; Maribor – Železničar 1:1; Celje – Kranj 2:2 

24. 4. 1938. ČŠK – Kranj 6:0; Celje – Maribor 0:3; Železničar – Hermes 7:3 

1. 5. 1938. Hermes – Celje 4:1 

8. 5. 1938. Železničar – Celje 6:0; Hermes – Kranj 2:2; ČŠK – Maribor 2:4 

15. 5. 1938. Kranj – Železničar 2:5; Maribor – Hermes 4:3; Celje – ČŠK 0:1 

22. 5. 1938. ČŠK – Hermes 5:1; Celje – Kranj 4:4; Železničar – Maribor 2:0 

27. 5. 1938. Železničar – ČŠK 1:1; Kranj – Maribor 5:3 

Izvori

## Poveznice
- Ljubljanski nogometni podsavez
- Prvenstvo Jugoslavije u nogometu 1937./38.
- Kvalifikacije za prvenstvo Jugoslavije u nogometu 1938.

## Vanjske poveznice
- Milorad Sijić, Fudbal u Kraljevini Jugoslavije (drugo dopunjeno izdanje)
- Zgodovina nogometa v Kraljevini SHS/Jugoslaviji in v času okupacije
- Zbornik Medobčinske nogometne zveze Ljubljana 1920–2020
- RSSSF
- exYUfudbal